# Günther Kurek
Günter Kurek (2 augustus 1960) is een voormalig Duits voetballer die als aanvaller speelde.
Kurek begon zijn loopbaan bij Bayer Leverkusen waarmee hij zestig wedstrijden in de Oberliga speelde. In het seizoen 1981/82 speelde 21 wedstrijden voor N.E.C. waarbij hij vier doelpunten maakte. Hierna speelde hij nog voor Rot-Weiß Oberhausen. In 2006 was hij speler/ trainer van TSV Merheim 07 en sinds 2009 speelt hij ook bij de Bayer 04-Oldies. Kurek speelde ook vijf jeugdinterlands voor West-Duitsland.